# Janusz Frychel
Janusz Frychel (ur. 7 stycznia 1967) – polski muzyk i gitarzysta basowy, kompozytor i autor tekstów. W swojej muzyce łączy takie style, jak blues, rock, pop i folk. Pochodzi ze Śląska. Jest jednym z założycieli zespołu Gang Olsena. Od 1988 roku aktywnie koncertuje na najważniejszych scenach i festiwalach w Polsce i za granicą.

## Życiorys Artystyczny
Pierwszy zespół Lean Back utworzył w 1986 roku razem z Ireneuszem Kucharczykiem, Zbigniewem Szczerbińskim i Tomaszem Kupką. Grupa występowała między innymi w Spodku w Katowicach jako laureat eliminacji do Rawa Blues Festival oraz w ramach Silesian Jazz Festival.

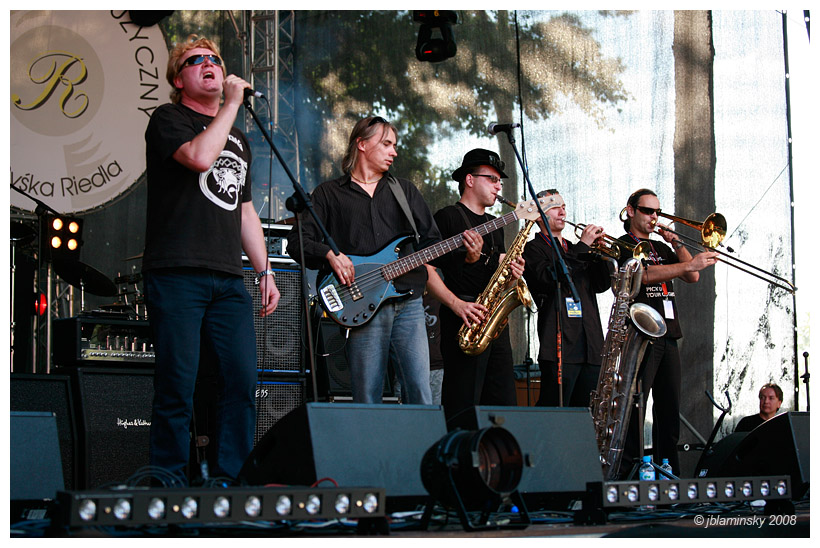
Janusz Frychel z zespołem Gang Olsena

W 1988 roku Janusz Frychel był jednym z założycieli grupy Gang Olsena i jest z nią aktywnie związany do dzisiaj. W zespole występuje nie tylko jako basista ale pisze również muzykę i teksty. Koncertował między innymi na festiwalach Piosenki Polskiej w Opolu, FAMA w Świnoujściu, Rawa Blues w katowickim Spodku, Piknik Country w Mrągowie, Festiwalu w Jarocinie oraz na organizowanym przez Jurka Owsiaka Przystanku Woodstock. W 2001 roku razem z zespołem Gang Olsena odbył wspólną trasę koncertową Pocztowa Majówka z Lady Pank, Urszulą i Krzysztofem Krawczykiem. Jubileuszowy koncert z okazji 30 lat obecności na scenie zespół zagrał w Sali Radia Katowice w 2019 roku. Janusz Frychel nagrał z Gangiem Olsena sześć albumów. Piosenka Białe Myszy, Dzikie Koty z płyty GO! znalazła się w Antologii Polskiego Bluesa wydanej w 2008 roku pod patronatem radiowej Trójki oraz w drugiej części antologii Polski Top Wszech Czasów wydanej przez Polskie Radio w 2011 roku.

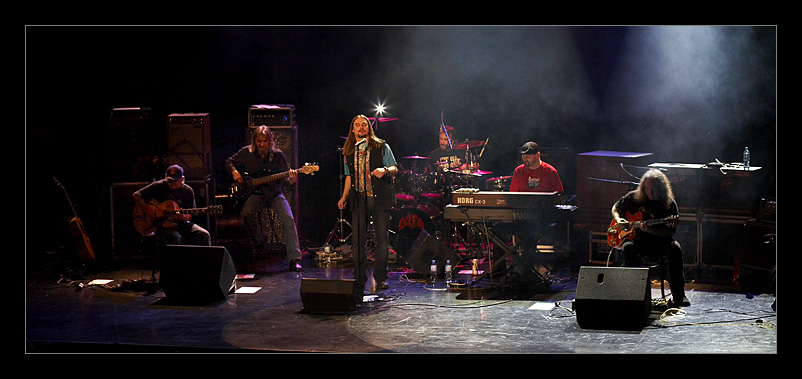
Janusz Frychel z zespołem Dżem

Janusz Frychel jest autorem pastiszowej piosenki o Krzysztofie Krawczyku pod tytułem Krzysztof K., w której gościnnie zaśpiewał Krzysztof Krawczyk, a utwór ukazał się na płycie zespołu Gang Olsena Disco & Blues. W trakcie swojej kariery współpracował również z kompozytorką Katarzyną Gärtner oraz takim artystami polskiego bigbitu, jak Karin Stanek, czy Wojciech Korda. Realizował wspólny projekt muzyczny z aktorką i piosenkarką Agnieszką Babicz poświęcony twórczości Anny German. Koncertował także i nagrywał między innymi z takimi grupami muzycznymi, jak Acoustic Travel Band, Pilár, Kid Brown, czy Good Company.
Od 2008 roku Janusz Frychel współpracuje z zespołem Dżem. Odbył wspólnie z nim wiele tras koncertowych w Polsce i Europie zastępując basistę Bena Otrębę.

## Dyskografia
Janusz Frychel wystąpił na następujących albumach:
- GO! - Gang Olsena (1992)
- Dzika Wolność - Gang Olsena (1994)
- Przystanek Woodstock '96 (1997)
- Raycowny Rhythm & Blues - Gang Olsena (2000)
- Czar Korzeni - Katarzyna Gärtner (2000)
- Disco & Blues - Gang Olsena (2004)
- Live - Gang Olsena (2006)
- Nowy Dzień – Kid Brown (2008)
- Pozytywizm – Kid Brown (2009)
- Twarze – Ludwik Konopko (2010)
- Nasze Poddasze – Pilár (2014)
- Tak myślę sobie – Teren C (2017)
- Słone Piosenki – Joanna Cieśniewska (2018)
- Rock Nie Na Plaży – gościnnie z zespołem Dżem (2021)
- 30 Lat Na Scenie – Live in Radio Katowice - Gang Olsena (2021)